# Ahmed Raza Khan Barelvi
Ahmed Raza Khan, communément appelé Ala Hazrat, Ahmed Raza Khan Barelvi ou Ahmed Rida Khan en arabe, (Bareli, 14 juin 1856 - 28 octobre 1921), est un savant, muhaddith, traducteur, poète, et écrivain indien.

## Biographie
Il a écrit sur le droit, la religion, la philosophie et les sciences.
Il a créé le mouvement Barelvi en Asie du Sud,mouvement prédominant.

### Origines familiales
Ahmed Raza est né le 14 juin 1856 dans une famille musulmane indienne dans le mohallah de Jasoli, dans le district de Bareili, dans les Provinces du Nord-Ouest, en Inde britannique.
La famille appartenait à la tribu Barech des Pachtounes ; son ancêtre Saeed-ullah Khan, un guerrier qui accompagnait Nader Shah, avait migré de Kandahar (actuel Afghanistan) à Lahore (actuel Pakistan) avant que la famille ne s'installe plus tard à Bareili.
Son père, Naqi Ali Khan, était un érudit islamique.
Le nom correspondant à l'année de sa naissance était al-Mukhtar. Son nom de naissance était Muhammad. Ahmed Raza utilisait l'appellation "Abdul Mustafa" ("serviteur de l'élu") avant de signer son nom dans la correspondance.

### Ordre spirituel soufi
En l'an 1294 A.H. (1877), à l'âge de 22 ans, Ahmed Raza est devenu le Mureed (disciple) de Shah Aale Rasool Marehrawi. Son Murshid lui a conféré la Khilafat dans plusieurs Silsilas soufis. Certains érudits islamiques ont reçu de lui l'autorisation de travailler sous sa guidance.
L'un des professeurs de Ahmed Rida étais le mufti de la mecque, et le Sheikh-ul-Islam du Hijaz de l'école de jurisprudence chaféite, Ahmed Zayni Dahlan

### Fondation du mouvement Barelvi
Imam Ahmed Rida a écrit abondamment pour défendre ses opinions, a contré les mouvements wahhabite et deobandi et, par ses écrits et son activité, a créer le mouvement Barelvi.
Le mouvement s'est répandu dans le monde entier avec des adeptes au Pakistan, en Inde, en Afrique du Sud et au Bangladesh. Aujourd'hui, le mouvement compte plus de 200 millions de fidèles à l'échelle mondiale. Le mouvement, qui était en grande partie un phénomène rural à ses débuts, est désormais populaire parmi les Pakistanais et les Indiens urbains et éduqués, ainsi que la diaspora sud-asiatique à travers le monde.
Les efforts de Ala Hazrat et de ses savants associés pour établir un mouvement visant à contrer les mouvements deobandi et Ahl-i Hadith ont abouti à l'institutionnalisation de divers mouvements soufis et de leurs alliés dans différentes régions du monde.

### Mort
Ahmed Raza Khan est décédé le 28 octobre 1921 (Safar 1340 AH) à l'âge de 65 ans. Il est enterré dans sa ville natale de Bareili.

## Croyances
Voir aussi : Barelvi § Croyances et pratiques
Ahmad Rida Khan constatait un déclin intellectuel et moral des musulmans dans l'Inde britannique. Son mouvement était un mouvement de masse défendant le soufisme populaire, né en réponse à l'influence du mouvement deobandi en Asie du Sud et du mouvement wahhabite ailleurs.
Imam Ahmad Rida Khan soutenait le Tawassul, le Mawlid, la conscience de Muhammad de la connaissance complète de l'invisible, ainsi que d'autres pratiques qui étaient opposées par les salafistes et les deobandis.
Dans ce contexte, il soutenait les croyances suivantes :
- Muhammad est un être humain fait de nur (lumière) et est omniprésent. Cela contraste avec le point de vue deobandi selon lequel Muhammad était l'insan-i-kamil (homme parfait), mais restait un être humain mortel.
- Muhammad est haazir naazir (Haazir-o-Naazir sur les actions de sa Ummah), ce qui signifie que Muhammad voit et témoigne des actions de son peuple.
- Ce concept a été interprété par Shah Abdul Aziz dans le Tafsir Azizi par ces mots : Le prophète observe tout le monde, connaît leurs bonnes et mauvaises actions, et connaît la force de la foi (Imaan) de chaque musulman individuel et ce qui a entravé son progrès spirituel.

Nous ne soutenons pas que quiconque peut égaler la connaissance d'Allah, le Très-Haut, ou la posséder de manière indépendante, ni nous n'affirmons que le don de connaissance d'Allah au Prophète (qu'Allah le bénisse et lui accorde la paix) est autre chose qu'une partie. Mais quelle différence patente et immense entre une partie [celle du Prophète] et une autre [celle de quiconque d'autre] : comme la différence entre le ciel et la terre, ou même encore plus grande et plus immense.
— Ahmed Rida Khan, al-Dawla al-Makkiyya.

Ahmad Rida Khan était ferme dans son opposition aux influences chiites et hindoues sur l'identité musulmane. Pour différencier entre musulmans et infidèles, il a catégoriquement déclaré :
Si l'on devait choisir de donner de l'eau à un infidèle assoiffé ou à un chien assoiffé, un croyant (musulman) devrait faire l'offrande au chien.
Il a formulé des jugements concernant certaines pratiques et croyances dans son livre Fatawa-e-Razvia, notamment :
- La loi islamique est la loi ultime et son suivi est obligatoire pour tous les musulmans ;
- Il est essentiel de s'abstenir de la Bid'ah ;
- Il est interdit d'imiter les Kuffar, de se mêler aux égarés [et aux hérétiques], et de participer à leurs festivals.

## Opinions religieux

### Ahmadis
Mirza Ghulam Ahmad (dont le nom du mouvement Ahmadi) prétendait être le Messie, le Prophète et le Mahdi attendu par certains musulmans, ainsi qu'un Ummati Nabi, un prophète subordonné à Muhammad, venu restaurer l'Islam dans sa forme originelle pratiquée par Muhammad et les premiers Sahaba. Ahmad Rida Khan déclara Mirza Ghulam Ahmad comme un hérétique et un apostat et le qualifia, lui et ses partisans, de mécréants (kuffar).

### Deobandis
La différence théologique avec l'école deobandi commença lorsque Ahmad Rida Khan s'opposa par écrit à certaines des croyances des érudits deobandi.
Un des fondateurs du mouvement deobandi, Rashid Ahmad Gangohi, affirmait que Dieu a la capacité de mentir. Cette doctrine est appelée Imkan-i Kizb. Selon cette doctrine, puisque Dieu est omnipotent, il est capable de mentir. Gangohi soutenait également la doctrine selon laquelle Dieu a la capacité de faire des prophètes supplémentaires après Muhammad (Imkan-i Nazir) et d'autres prophètes égaux à Muhammad. Il s'opposait à la doctrine selon laquelle Muhammad possède la connaissance de l'invisible (Ilm e Ghaib).
Lorsque Ahmad Rida Khan visita La Mecque et Médine pour le pèlerinage en 1905, il rédigea un document intitulé Al Motamad Al Mustanad ("Les Preuves Fiables"). Dans ce travail, Ahmad Rida dénonça les leaders deobandi tels qu'Ashraf Ali Thanwi, Rashid Ahmad Gangohi et Muhammad Qasim Nanotwi, ainsi que ceux qui les suivaient, en les qualifiant de kuffar. Khan rassembla des opinions savantes en Hijaz et les compila dans un recueil en arabe intitulé Hussam al Harmain ("L'Épée des Deux Sanctuaires"), un ouvrage contenant 34 verdicts de 33 ulémas (20 de La Mecque et 13 de Médine). Cependant, les deobandi prétendent que les preuves fournies aux érudits d'Arabie étaient fabriquées et que le takfir d'Ahmad Rida Khan à leur égard était injuste.
Ce travail initia une série réciproque de fatwas entre les Barelvis et les Deobandis qui perdure jusqu'à aujourd'hui.

### Chiites
Ahmad Rida Khan écrivit divers livres contre les croyances et la foi des musulmans chiites et déclara que diverses pratiques chiites étaient du kufr. Il considérait la plupart des chiites de son époque comme des apostats, car ils reniaient les nécessités de la religion.

### Mouvement Wahhabi
Ahmad Rida Khan déclara les wahhabites comme des mécréants (kuffar) et recueillit de nombreuses fatwas de divers érudits contre le mouvement wahhabite fondé par Muhammad ibn Abd al-Wahhab, qui était prédominant dans la péninsule arabique, tout comme il l'avait fait avec les Ahmadis et les Deobandis. À ce jour, les partisans d'Ahmad Rida Khan restent opposés aux wahhabites et à leurs croyances.

### Permissibilité des billets de banque
En 1905, Khan, à la demande de contemporains du Hijaz, rédigea un verdict sur la permissibilité d'utiliser le papier comme forme de monnaie, intitulé Kifl-ul-Faqeehil fehim Fe Ahkam-e-Kirtas Drahim.

### Opinions politiques
Contrairement à d'autres leaders musulmans de la région à l'époque, Ahmad Rida Khan et son mouvement s'opposèrent au mouvement d'indépendance indien en raison de sa direction sous Mahatma Gandhi, qui n'était pas musulman.
Imam Ahmad Rida Khan déclara que l'Inde était Dar al-Islam et que les musulmans jouissaient de la liberté religieuse là-bas. Selon lui, ceux qui soutenaient le contraire voulaient simplement tirer parti des dispositions permettant aux musulmans vivant sous le règne non musulman de percevoir des intérêts sur les transactions commerciales et n'avaient aucun désir de mener le Jihad ou de réaliser l'Hijra. Par conséquent, il s'opposait à la désignation de l'Inde comme Dar al-Harb ("terre de guerre"), ce qui signifiait que mener une guerre sainte contre l'Inde et migrer de l'Inde étaient inacceptables, car cela causerait des désastres à la communauté. Ce point de vue d'Ahmad Rida Khan était similaire à celui d'autres réformateurs tels que Syed Ahmed Khan et Ubaidullah Al Ubaidi Suhrawardy.
La Ligue musulmane mobilisa les masses musulmanes pour faire campagne en faveur du Pakistan, et de nombreux partisans d'Ahmad Rida Khan jouèrent un rôle significatif et actif dans le mouvement pour le Pakistan, tant sur le plan éducatif que politique.

## Héritage
De nombreuses écoles religieuses, organisations et institutions de recherche enseignent les idées d'Ahmad Raza Khan, qui mettent l'accent sur la primauté de la loi islamique, ainsi que sur l'adhésion aux pratiques soufies et à la dévotion personnelle envers Muhammad.
Reconnaissance
Le 21 juin 2010, Muhammad al-Yaqoubi, un érudit et soufi syrien, déclara lors de l'émission Sunni Talk sur Takbeer TV que le Mujaddid du sous-continent indien était Ahmad Raza Khan Barelvi, et affirma qu'un adepte de l'Ahlus Sunnah wal Jamaah peut être identifié par son amour pour Khan, tandis que ceux en dehors de l'Ahlus Sunnah sont identifiés par leurs attaques à son encontre.
Allama Muhammad Iqbal (1877–1938), poète, soufi et philosophe, déclara : 
"J'ai étudié attentivement les décrets d'Ahmad Raza et j'en ai tiré cette opinion ; et ses Fatawa témoignent de son acuité, de son calibre intellectuel, de la qualité de sa pensée créative, de sa juridiction exceptionnelle et de sa connaissance islamique aussi vaste qu'un océan. Une fois qu'Imam Ahmad Raza forme une opinion, il s'y tient fermement ; il exprime son avis après une réflexion sobre. Par conséquent, le besoin de retirer un quelconque de ses décrets et jugements religieux ne se présente jamais." 
Dans un autre contexte, il dit : "Un tel génie et juriste intelligent n'est pas apparu."
Le professeur Sir Ziauddin Ahmad, qui était à la tête du département de mathématiques à l'Université musulmane d'Aligarh, ne parvenait pas à trouver des solutions à certains algorithmes mathématiques, même après avoir sollicité l'aide de mathématiciens à l'étranger. Il décida de se rendre en Allemagne pour trouver une solution, mais à la demande de son ami Sayyed Suleman Ashraf, professeur d'études islamiques à l'Université musulmane d'Aligarh et également disciple d'Ahmad Raza, Ziauddin visita Ahmad Raza lors d'une visite spéciale pour obtenir des réponses à ses questions difficiles. Sous la direction d'Ahmad Raza, il réussit finalement à obtenir des solutions.
Justice Naeemud'deen, de la Cour suprême du Pakistan, a déclaré : 
"La grande personnalité de Maulana Ahmad Raza, représentation de nos ancêtres les plus estimés, est historique, et une histoire unitaire en elle-même... Vous pouvez estimer son statut élevé par le fait qu'il a consacré toute sa vie à exprimer la louange du grand et auspice Prophète (صلی اللہ علیہ وسلم), à défendre sa vénération, à prononcer des discours concernant sa conduite unique, et à promouvoir et répandre la Loi de la Shariah qui lui a été révélée pour toute l'humanité de tous les temps. Son nom renommé est 'Muhammad' (صلی اللہ علیہ وسلم), le Prophète d'Allah Tout-Puissant... Les livres précieux écrits par un érudit encyclopédique comme Ahmad Raza, à mon avis, sont les lampes de lumière qui garderont éclairés et rayonnants les cœurs et les esprits des hommes de connaissance et d'intuition pendant longtemps."
Influence sociétale
Le Ala Hazrat Express est un train express appartenant aux chemins de fer indiens qui circule entre Bareilly et Bhuj, en Inde.
Le gouvernement indien a émis un timbre postal commémoratif en l'honneur d'Ahmad Raza Khan le 31 décembre 1995.
- Aala Hazrat Haj House, Ghaziabad, Uttar Pradesh
- Aala Hazrat Hospital, Ghaziabad, Uttar Pradesh
- Ala Hazrat Terminal, Aéroport de Bareilly, Bareilly, Uttar Pradesh
- Raza Academy